# Tomáš Pekhart
Tomáš Pekhart (* 26. Mai 1989 in Sušice) ist ein tschechischer Fußballspieler, der momentan bei Legia Warschau unter Vertrag steht.

## Karriere

### Vereine
Tomáš Pekhart begann mit dem Fußballspielen im Alter von fünf Jahren bei TJ Sušice. Von Beginn an überragte er seine Mitspieler und spielte häufig eine Altersklasse höher. In der Saison 2002/03 war er an TJ Klatovy verliehen und bester Torschütze seiner Mannschaft, die in der höchsten tschechischen Liga für C-Jugendliche spielte. Außerdem schaffte es der talentierte Stürmer auch in die Auswahl der Region Pilsen. Daraufhin meldeten sowohl Viktoria Pilsen als auch Slavia Prag Interesse an dem Angreifer an, wobei Pekhart letztlich zum Hauptstadtklub wechselte.
Auch bei Slavia war Pekhart häufig bester Torschütze seines Teams. 2005 wurde er in Tschechien in der Kategorie der B-Jugendlichen zum Talent des Jahres gewählt.
Im Sommer 2006 wechselte Pekhart zu Tottenham Hotspur und unterzeichnete in London einen Dreijahresvertrag. In der Spielzeit 2006/07 schoss Pekhart 19 Tore in 20 Spielen für die Juniorenmannschaft Tottenham Hotspur Academy. Für die Reservemannschaft kam der zu diesem Zeitpunkt 17-Jährige zwölfmal zum Einsatz. Auch in der Spielzeit 2007/08 spielte der Stürmer für die Tottenham Hotspur Reserves. Im Sommer 2008 bereitete sich Pekhart mit der Profimannschaft auf die neue Saison vor. Im Testspiel gegen den spanischen Club Tavernes schoss er am 14. Juli 2008 zwei Tore. Dennoch hatte er gegen die starke Konkurrenz einen schweren Stand. Deshalb wechselte er am 26. August auf Leihbasis bis Januar 2009 zum Zweitligisten FC Southampton.
Anschließend kehrte der Stürmer nach Tottenham zurück. Im Februar 2009 wurde er an Slavia Prag ausgeliehen. Aufgrund von Verletzungsproblemen bestritt er für Slavia lediglich 13 Spiele, in denen er zwei Mal traf. Im Januar 2010 wurde Pekhart vom FK BAUMIT Jablonec verpflichtet. Nachdem er in Jablonec konstant gute Leistungen gezeigt hatte, wurde er in der Winterpause 2010/11 vom Rekordmeister Sparta Prag ausgeliehen.
In der Sommerpause 2011 wechselte Pekhart zum 1. FC Nürnberg. Der Stürmer erhielt einen Vierjahresvertrag und erzielte in seiner ersten Bundesligasaison neun Tore. Im August 2014 wechselte der Tscheche zum Ligakonkurrenten FC Ingolstadt 04.
Nachdem er sich in Ingolstadt nicht als Stammspieler etablieren konnte, wechselte er im Februar 2016 nach Griechenland zum AEK Athen. Für die Athener erzielte Pekhart 48 Pflichtspielen 15 Tore und eine Vorlage.
Am 23. Juli 2017 wechselte Pekhart in Israels erste Liga, Ligat ha’Al, zu Hapoel Be’er Scheva. Zur Saison 2018/19 wechselte er zum spanischen Zweitligisten UD Las Palmas, wo er einen Vertrag über zwei Jahre unterzeichnete.
Ab dem Winter 2020 spielte Pekhart für Legia Warschau und wurde mit dem Team 2020 und 2021 polnischer Meister. In der Saison 2020/21 wurde er zudem Torschützenkönig der Ekstraklasa. Nach einem halben Jahr in der Türkei bei Gaziantep FK kehrte Pekhart im Januar 2023 zu Legia Warschau zurück.

### Nationalmannschaft
Im September 2004 wurde Pekhart erstmals in die tschechische U-16-Auswahl berufen und krönte sein Debüt beim 3:1 gegen die Slowakei mit einem Tor. Seitdem wurde der Angreifer regelmäßig in die Juniorenauswahlmannschaften des tschechischen Fußballverbandes berufen und war fester Bestandteil der U-21-Nationalmannschaft seines Landes. 2010 debütierte er auch in der A-Nationalmannschaft seines Heimatlandes.
Bei der Europameisterschaft 2021 stand er im tschechischen Aufgebot, das im Viertelfinale gegen Dänemark ausschied.

## Erfolge
- Zweitligameister 2015 und  Aufstieg in die Bundesliga 2015/16 (mit dem FC Ingolstadt 04)
- Torschützenkönig der Ekstraklasa: 2021 (22 Tore)
- Polnischer Meister: 2020, 2021
- Polnischer Pokalsieger: 2023
- Israelischer Meister: 2018
- Griechischer Pokalsieger: 2017